# Shaun Dooley
Shaun Dooley (Barnsley, 30 marzo 1974) è un attore britannico.
Formatosi presso l'Arden School of Theatre di Manchester, è sposato dal 1999 con la responsabile dei casting Polly Cameron.

## Filmografia parziale

### Cinema
- Eden Lake, regia di James Watkins (2008)
- 1921 - Il mistero di Rookford (The Awakening), regia di Nick Murphy (2011)
- The Woman in Black, regia di James Watkins (2012)
- Impero criminale (The Corrupted), regia di Ron Scalpello (2019)
- Saltburn, regia di Emerald Fennell (2023)

### Televisione
- Shackleton, regia di Charles Sturridge – miniserie TV, 2 puntate (2002)
- Diana - Gli ultimi giorni di una principessa (Diana: Last Days of a Princess), regia di Richard Dale – film TV, documentario (2007)
- L'ispettore Barnaby (Midsomer Murders) – serie TV, episodi 11x03-24x02 (2008-2023)
- L'ispettore Gently (Inspector George Gently) – serie TV, episodio 3x01 (2010)
- Five Days – serie TV, 5 episodi (2010)
- Grandi speranze (Great Expectations), regia di Brian Kirk – miniserie TV (2011)
- Misfits – serie TV, 16 episodi (2012-2013)
- The White Queen, regia di James Kent, Jamie Payne e Colin Teague – miniserie TV, 3 puntate (2013)
- Wolfblood - Sangue di lupo (Wolfblood) – serie TV, 6 episodi (2014)
- Broadchurch – serie TV, 6 episodi (2015)
- Jamestown – serie TV, 7 episodi (2017)
- Gunpowder, regia di J Blakeson – miniserie TV (2017)
- Doctor Who – serie TV, episodio 11x02 (2018)
- Gentleman Jack - Nessuna mi ha mai detto di no (Gentleman Jack) – serie TV, 7 episodi (2019-2022)
- The Witcher – serie TV, 4 episodi (2019-2021)
- The Stranger, regia di Daniel O'Hara e Hannah Quinn – miniserie TV (2020)
- It's a Sin, regia di Peter Hoar – miniserie TV (2021)
- Innocent – serie TV, 4 episodi (2021)
- Grantchester – serie TV, 4 episodi (2021)
- Changing Ends – serie TV, 12 episodi (2023-2024)
- Black Mirror – serie TV, episodio 6x05 (2023)
- The Long Shadow, regia di Lewis Arnold – miniserie TV, puntata 7 (2023)
- Vera – serie TV, episodio 13x02 (2024)
- Criminal Record – serie TV, 7 episodi (2024)

### Doppiatore
- Il Signore degli Anelli - La guerra dei Rohirrim (The Lord of the Rings - The War of the Rorrhim), regia di Kenji Kamiyama (2024)

## Doppiatori italiani
Nelle versioni in italiano delle opere in cui ha recitato, Shaun Dooley è stato doppiato da:
- Pasquale Anselmo in Grandi speranze, Misfits, The Witcher
- Franco Mannella in The Woman in Black, Gentleman Jack - Nessuna mi ha mai detto di no
- Massimo Bitossi in The White Queen
- Enrico Di Troia in Bloodchurch
- Ennio Coltorti in The Stranger
- Lucio Saccone in It's a Sin